# Geocarpon minimum
Geocarpon minimum là loài thực vật có hoa thuộc họ Cẩm chướng. Loài này được Mack. mô tả khoa học đầu tiên năm 1914.